# Husån
Husån är en å i norra Ångermanland, Örnsköldsviks kommun. 
Husån är av medelstor storlek och rinner genom ett flertal sjöar, för att sedan mynna ut i Husum bredvid Metsä Boards sulfatfabrik och pappersbruk. 
Ursprungligen hade Husån två grenar i sitt nedersta lopp, med Husön däremellan. Den mindre grenen, nu kallad Gammelån, har gjorts om till en park med dammar.
Ett mindre naturreservat fredar livsmiljön i Husån vid Källfors.

## Flottning
Husån började ställas i ordning för flottning i slutet av 1700-talet för att timmer skulle kunna transporteras till Husums sågverk som var i drift 1787–1909. Till de äldsta dammarna hör troligen Byviks- och Lemesjödammarna, vilka reparerades 1806. År 1812 fanns följande dammar i Husån: Önskadammen, Byviksdammen, Djuptjärnsdammen, Flärkedammen, Husumsdammen, Lemesjödammen och Nordsjödammen.
Antalet flottade stockar uppgick år 1900 till 67 873 stockar. Det ökade därefter och låg vanligen kring 200 000 stockar. Flottningen i Husån upphörde 1950.
Spår efter flottningsverksamheten syns ännu på många ställen längs ån, främst i form av så kallade stenkistor och förfallna flottarkojor.

## Fiske
Längs Husån finns många större och mindre forsar, varav vissa blivit återställda efter flottningstiden, och är nu goda fiskevatten. Vanliga fiskarter är gädda, abborre, harr samt havsöring och stationär öring. På senare tid har stora ansträngningar gjorts med att inplantera havsöringsyngel och återställa ädelfiskens lekplatser.